# Comtat de Roergue

Escut del comtat de Roergue

El Comtat de Roergue (en francès Rouergue) fou una jurisdicció feudal d'Occitània que tingué per capital a Rodés (que va esdevenir seu d'un vescomtat feudatari del comte mentre la resta del país romania com a part del comtat).
El 781 Carlemany va incloure el Roergue dins el regne d'Aquitània creat pel seu fill Lluís, que el va infeudar a Gilabert o Gilbert I, probablement parent de Guillem I de Tolosa el sant (potser el seu oncle, però altres el donen com a cosí), el pare del qual no es coneix i la mare seria Rolinda d'Aquitània. Es va casar amb Berta i va morir en data desconeguda, i el va succeir el seu fill Fulcoald o Fugald, mort entre el 836 i el 849. De la seva muller Seneguda de Tolosa (neboda de Guillem I) va tenir als seus fills: Ramon I, casat amb Berta de Reims (o Berta del Maine) que fou comte també a Tolosa (amb Pallars i Ribagorça), Llemosí, Carcí, Carcassona i Rasès, i va morir cap al 864; i Frèdol, casat amb Oda, associat al govern i mort el 852. A Ramon I, el va succeir el seu fill Bernat el Vedell (conegut com a Bernat II doncs Bernat I fou Bernat de Septimània). Segons Armand de Fluvià no va tenir fills i la successió va recaure en el seu germà Odó I, que es va casar amb Garsensa d'Albí que li va aportar aquesta regió (altres fonts en canvi fan d'Odó I el fill de Bernat II). Va morir cap al 919. El Roergue i part d'Albí i de Nimes) va passar al fill segon, Ermengol I, mentre el germà gran, Ramon, rebia Tolosa i part de l'Albí i Nimes. Ermengol, casat amb Adelaida de Roergue, va morir el 937 i va deixar tres fills: Esteve fou comte de Gavaldà o de part del comtat; Hug que fou comte de part del Carcí i vescomte de Comborn; i Ramon II que fou comte de Roergue, de Narbona, i de part de l'Albi i del Carcí, casat amb Berta d'Arle. Ramon va deixar el Roergue (el 961) al seu fill Ramon III que va governar associat al seu germà Ermengol II i es va casar amb Ricarda, filla de Ramon vescomte de Millau. Des del 974 fou comte de tot el Carcí i fins al 975 co-comte d'Albí i Nimes. Un germana, Letgarda, es va casar amb Borrell II de Barcelona, i se suposa que, en extingir-se la dinastia, fou per Letgarda que els comtes de Barcelona van reclamar drets a Roergue (renunciats el 1258 al Tractat de Corbeil). Després de Ramon (mort cap al 1008/1010) va ser comte de Roergue i Carcí el seu fill Hug I que va casar amb Fe de Cerdanya. Va morir el 1053 o 1054 i el va succeir la seva filla Berta I, casada amb Robert d'Alvèrnia. Amb la mort de Berta el 1064 es va extingir la dinastia i la successió va recaure en el comte Guillem V de Tolosa (I de Roergue) i a la seva mort el 1093 en el seu germà Ramon IV de Tolosa (Ramon IV de Sant Geli) que va morir el 1105; el seu fill Alfons I Jordà de Tolosa, el 1119, va donar el feu al vescomte Ricard de Rodés, que encara que només governava el vescomtat de Rodés (la ciutat de Rodés), es titulava comte de Rodés. El comtat de Roergue i el vescomtat de Rodés es van unir i va sorgir el comtat de Rodés.

## Llista de comtes de Roergue
- Niceti d'Alvèrnia, comte d'Alvèrnia titulat duc d'Alvèrnia, Rodès i Uzès per Khildebert II, vers 585
- Gibert o Gilbert, vers 795
- Autric, comte de Roergue o de Carcí?, abans del 821
- Witbald, comte de Roergue, vers 821-?

### Comtes ramònides
- Fulcoald de Roergue (també Fugald) ?-837/849 (advocat de Khildebrand)

casat amb Senegunda (probablement neta de Guillem de Gel·lona
- Frèdol († entre 849 i 852), comte de Tolosa i de Roergue, 837/849-852 (fill de l'anterior)
- Ramon I († vers 864, abans del 17 d'abril del 865), comte de Roergue i després de Tolosa i Roergue vers 852-864, germà del precedent

Casat amb Berta, pare de Bernat el Vedell, Fulcoald o Fulcard, fundador de la casa de Llemotges i d'Odó I de Tolosa
- Bernat II «el Vedell»[2] († abans de 874) comte de Tolosa i de Roergue vers 864-872/874, fill del precedent.
- Bernat Plantapilosa, usurpador, reconegut pel rei comte de Tolosa i Roergue, vers 872/874 a 886 († 886)
- Odó I comte de Tolosa, Roergue, Carcí 872-918 i (per dret uxori) d'Albi (vers 865-918)
- Ermengol de Roergue comte de Roergue i Carci (i co-comte a Albi i Nimes) 918-937; se seu germà fou Ramon II de Tolosa
- Ramon II de Roergue comte de Roergue i Carci (i co-comte a Albi i Nimes) 937-961
- Ramon III de Roergue comte de Roergue (i co-comte a Carcí, Albi i Nimes) 961-1008/1010
- Hug I de Roergue comte de Roergue (i co-comte a Carcí, Albi i Nimes) 1008/1010-1053/1054
- Berta de Roergue comtessa de Roergue (i co-comtessa a Carcí, Albi i Nimes) 1053/1054-1064

Successió en la branca roergata de comtes de Tolosa

### Dinastia roergata de Tolosa
- Guillem IV de Tolosa 1064-1093; parent llunyà de Berta de Roergue
- Ramon IV de Tolosa 1093-1105
  - El 1096, al marxar a la croada, va concedir una part del comtat al vescomte de Rodès.
- Alfons I Jordà de Tolosa 1105-1119

Successió en els vescomtes de Rodés que agafen el títol de comte de Rodès, i el territori passa a anomenar-se Comtat de Rodés. Els drets feudals nominals del comtat de Roergue van restar dins la casa de Tolosa fins a la seva incorporació a la corona francesa.